# Каракум (Каратальський район)
Караку́м (каз. Қарақұм) — село у складі Каратальського району Жетисуської області Казахстану. Входить до складу Кизилбалицький сільського округу.
Населення — 354 особи (2021; 498 у 2009, 472 у 1999, 553 у 1989).